# 콘스탄티노폴리스의 디미트리오스 1세
디미트리오스 1세(그리스어: Δημήτριος Α', 1914년 9월 8일 - 1991년 10월 2일)는 제268대 콘스탄티노폴리스 세계 총대주교(1972년 7월 16일 - 1991년 10월 2일)이다. 본명은 디미트리오스 파파도풀로스(그리스어: Δημήτριος Παπαδόπουλος)이다.

## 약력
1914년 9월 8일 이스탄불 타라비야 지구에서 태어났다. 그는 1931년부터 1937년까지 할키 신학교에서 공부하였다. 1937년 나지안조스 필로세오스 주교에 의해 보제 서품을 받았으며, 1942년에 역시 같은 인물에 의해 사제 서품을 받았다.
1914년 9월 8일 이스탄불 타라비야 지구에서 태어났다. 유년 시절에 그는 타라비야의 그리스 학교에서 공부했으며, 1931년부터 1937년까지 할키 신학교에서 공부하였다. 1937년 4월 25일 할키 신학교를 졸업하고 나서 나지안조스 필로세오스 주교에 의해 보제 서품을 받았으며, 1942년 3월 29일에 역시 같은 인물에 의해 사제 서품을 받았다.
1937년 10월부터 1938년 8월까지 터키 남동부에 있는 에데사 수도 대교구의 비서 및 설교 수도자로 봉직했다.
1939년 5월부터 1945년 6월까지 그는 페리키오이에서 보제와 이후 사제로 봉사했다.
이후 1945년부터 1950년까지 그는 테헤란에 있는 성모 희보 그리스 정교회 공동체의 담당 사제로 사목했으며, 페르시아 왕의 허락을 받고 테헤란 대학교에서 1년 간 고대 그리스어를 가르쳤다. 테헤란에서 교수직 임기를 마친 후, 그는 1950년 페리키오이로 돌아와 1964년까지 정교회 공동체를 사목했다.
1964년 6월 23일 그는 콘스탄티노폴리스 세계 총대주교청 시노드에 의해 엘레이아의 명의 주교로 선출되어 8월 9일 주교 서품을 받았다. 1972년 2월 15일 그는 임브로스와 테네도스의 수도 대주교로 선출됐다. 그러나 수도 대주교 선출 직후 아테나고라스 1세 세계 총대주교가 안식하면서 7월 16일 콘스탄티노폴리스 세계 총대주교청 시노드에서 후임자로 선출됐다. 그는 1972년 7월 18일 이스탄불 성 요르고스 성당에서 총대주교좌에 착좌했다.
디미트리오스는 범정교회 시노드 소집을 준비하기 위해 스위스 참베시에 있는 세계 총대주교청 정교회 센터에서 범정교회 모임의 첫 번째 모임을 소집했다. 1979년 11월 30일 디미트리오스 1세는 교황 요한 바오로 2세와 더불어 동방 정교회와 로마 가톨릭교회 간의 공식적인 신학적 대화 설립을 수립하였다. 또한 그는 성공회의 캔터베리 대주교와도 만남을 가졌다.
1987년 디미트리오스 1세는 바티칸을 방문하여 요한 바오로 2세와 만남을 가졌다. 성 베드로 대성전에서 두 사람은 함께 그리스어로 니케아-콘스탄티노폴리스 신경을 고백하는 장엄 예식을 거행하였다. 이때 두 사람은 동방 정교회와 로마 가톨릭교회가 첨예하게 대립하고 있는 ‘성자로부터’라는 구절은 언급하지 않았다.
1991년 10월 2일 이스탄불에서 안식하였으며, 그로부터 20일 후에 바르톨로메오스 1세가 후임자로 선출되었다.
| 전임 아테나고라스 1세 | 콘스탄티노폴리스 세계 총대주교 1972년 ~ 1991년 | 후임 바르톨로메오스 1세 |